# Fidschi-Bulldoggfledermaus

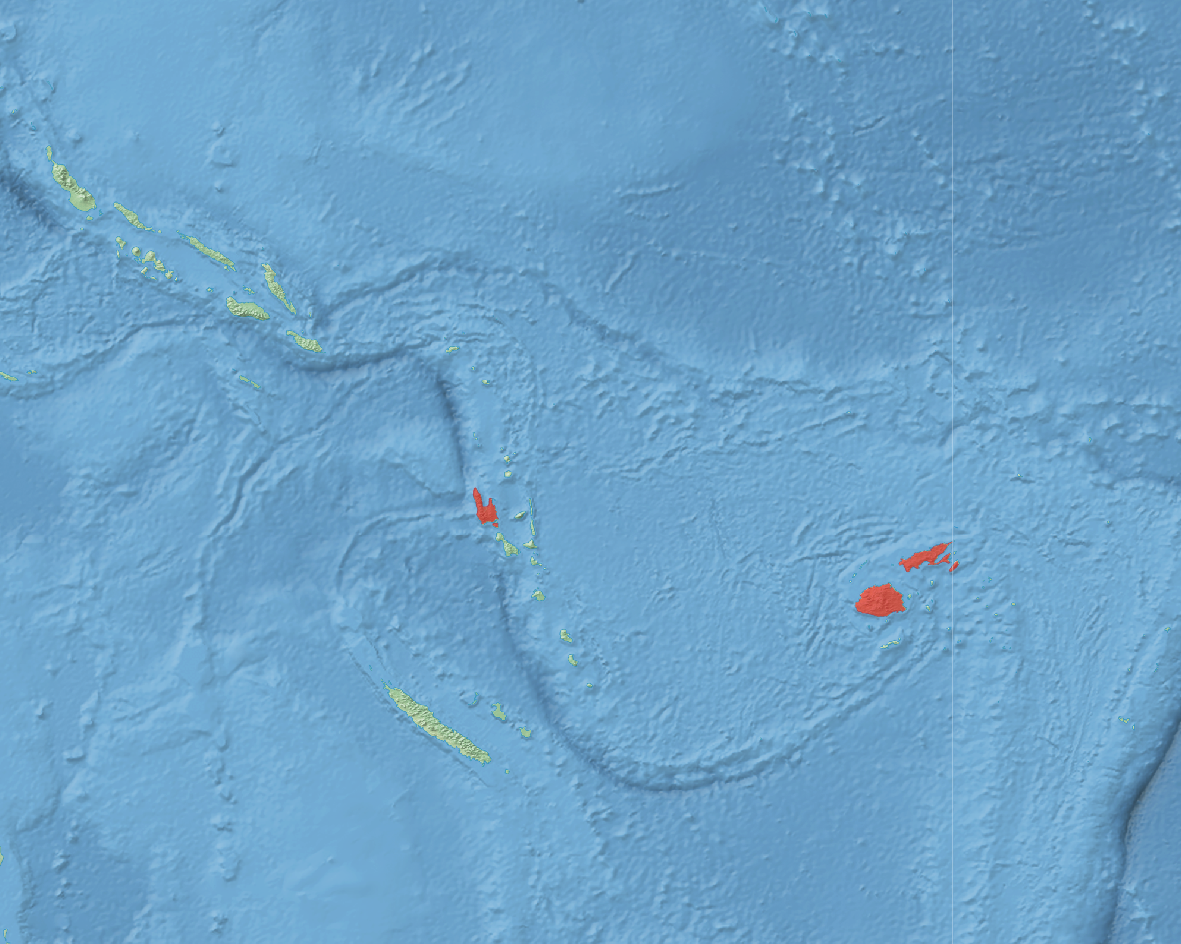
Verbreitungsgebiet der Fidschi-Bulldoggfledermaus

Die Fidschi-Bulldoggfledermaus (Chaerephon bregullae, Synonym: Tadarida jobensis bregullae) ist eine in Vanuatu und Fidschi vorkommende Fledermausart der Gattung der Freischwanzfledermäuse.

## Beschreibung
Die Fidschi-Bulldoggfledermaus hat eine kleine Fledermausart mit einer Kopf-Rumpflänge von etwa 65,5–67,5 mm. Der Schwanz ist 42–45 mm lang und ragt aus der Schwanzflughaut heraus. Das Gewicht beträgt zwischen 16 und 22 g. Äußerlich sieht die Fidschi-Bulldoggfledermaus der Salomonen-Bulldoggfledermaus und der Yapen-Bulldoggfledermaus sehr ähnlich: Das kurze Fell ist dunkel grau-braun bis rötlich braun gefärbt. Die Oberseite ist etwas heller gefärbt. Die Lippe ist faltig, die Ohren sind durch einen Hautstreifen verbunden.

## Verbreitung & Gefährdung
Vorkommen der Fidschi-Bulldoggfledermaus sind zurzeit nur von den Inseln Espiritu Santo und Malo des Inselstaats Vanuatu und von den zu Fidschi gehörenden Inseln Vanua Levu und Taveuni bekannt. Das Verbreitungsgebiet war vermutlich größer. Auf den Inseln Viti Levu (Fidschi) und ʻEua (Tonga) wurden Überreste in Höhlen gefunden, die Art ist aber vermutlich seit Besiedelung der Inseln ausgestorben. Von der Art sind nur drei Quartiere in Höhlen bekannt. Aufgrund des kleinen Verbreitungsgebiets, der kleinen Population sowie des starken anthropogenen Einflusses (Rodung der Wälder, Störung der Wochenstuben in den Höhlen sowie Abfang von Individuen) wird die Fidschi-Bulldoggfledermaus von der IUCN als „stark gefährdet“ („endangered“) geführt.

## Lebensweise
Die Wochenstuben der Fidschi-Bulldoggfledermaus befinden sich in Höhlen. Hier sammeln sich die Weibchen zur Jungtieraufzucht. Die Jungen werden im Dezember geboren und während der Regenzeit bis in den April gesäugt. Die Kolonien können mehrere Tausend Tiere umfassen, auch männliche Tiere wohnen in der Kolonie. In der Nakanacagi Höhler auf Vanua Levu wird die Koloniegröße auf etwa 2.000 Tiere geschätzt.
Fidschi-Bulldoggfledermäuse wurden im freien Luftraum jagend über dem Ozean, Wäldern und Stränden bis in eine Höhe von etwa 850 m beobachtet. Geortet wird mit Ultraschallrufen zwischen 35 und 20 kHz.

## Systematik, Etymologie & Forschungsgeschichte
Die Fidschi-Bulldoggfledermaus wurde 1964 von Heinz Felten als Unterart der Yapen-Bulldoggfledermaus unter dem Namen Tadarida jobensis bregullae erstbeschrieben. 1995 wurde die Fidschi-Bulldoggfledermaus erstmals durch Tim Flannery als eigene Art geführt, 2003 wurde die Arttrennung durch genetische Untersuchungen bestätigt. Der Name ehrt Heinrich Bregulla, der das Typusexemplar sammelte.